# Loukkos
Oued Loukkos (en berbère : ⴰⵙⵉⴼ ⵏ ⵍⵓⴽⵓⵙ - Asif n Lukus) est un fleuve marocain qui a son embouchure à Larache.

## Géographie
Il fait 176 km de longueur[réf. nécessaire].

### Bassin versant
Son bassin versant est de 3 730 km2[réf. nécessaire].

## Aménagements et écologie
Le complexe du bas Loukkos a été déclaré site Ramsar le 15 janvier 2005 et Zones d'Intérêt pour la Conservation des Oiseaux au Maroc.

## Galerie

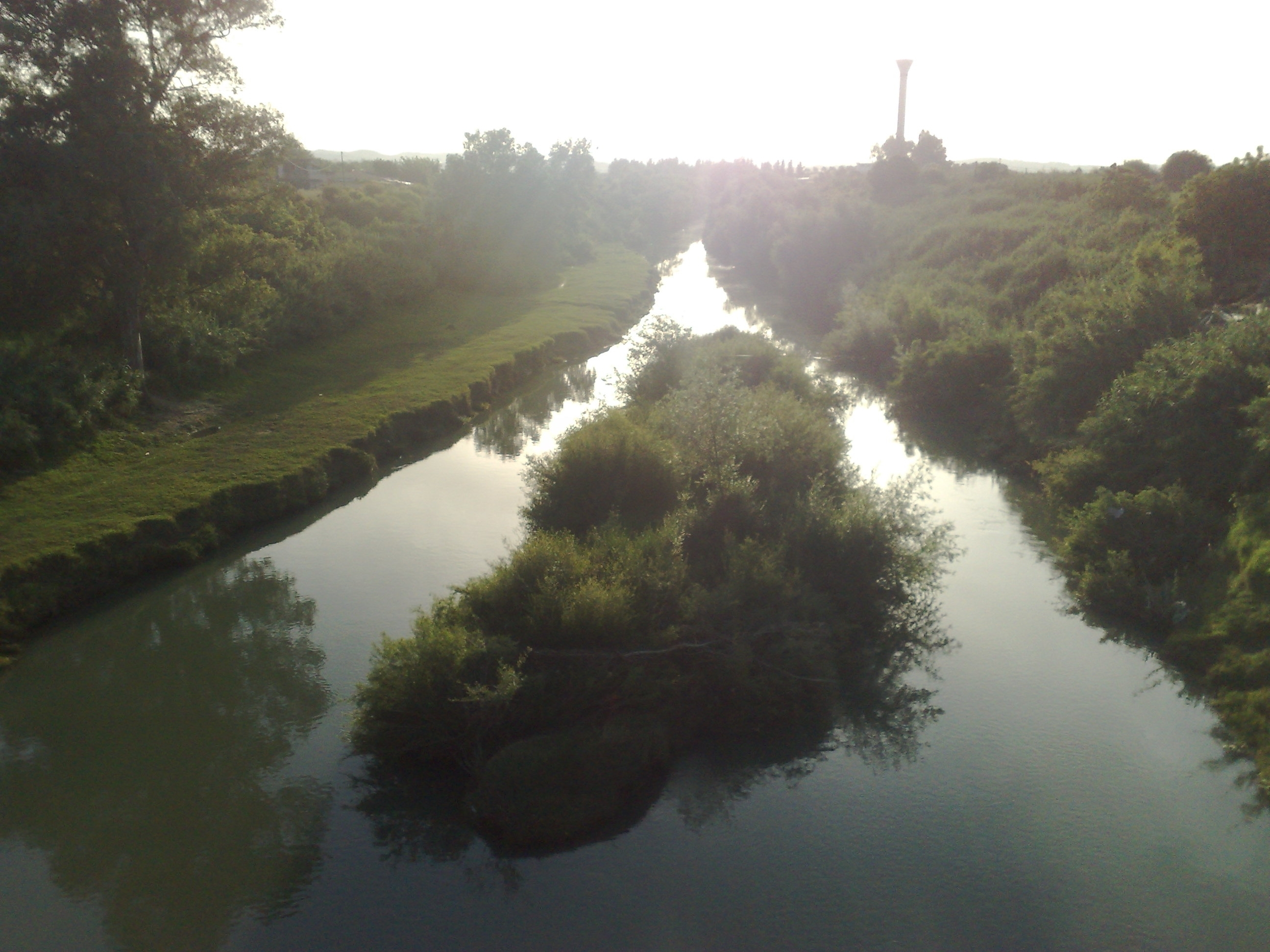
Le Loukkos à Ksar-el-Kebir
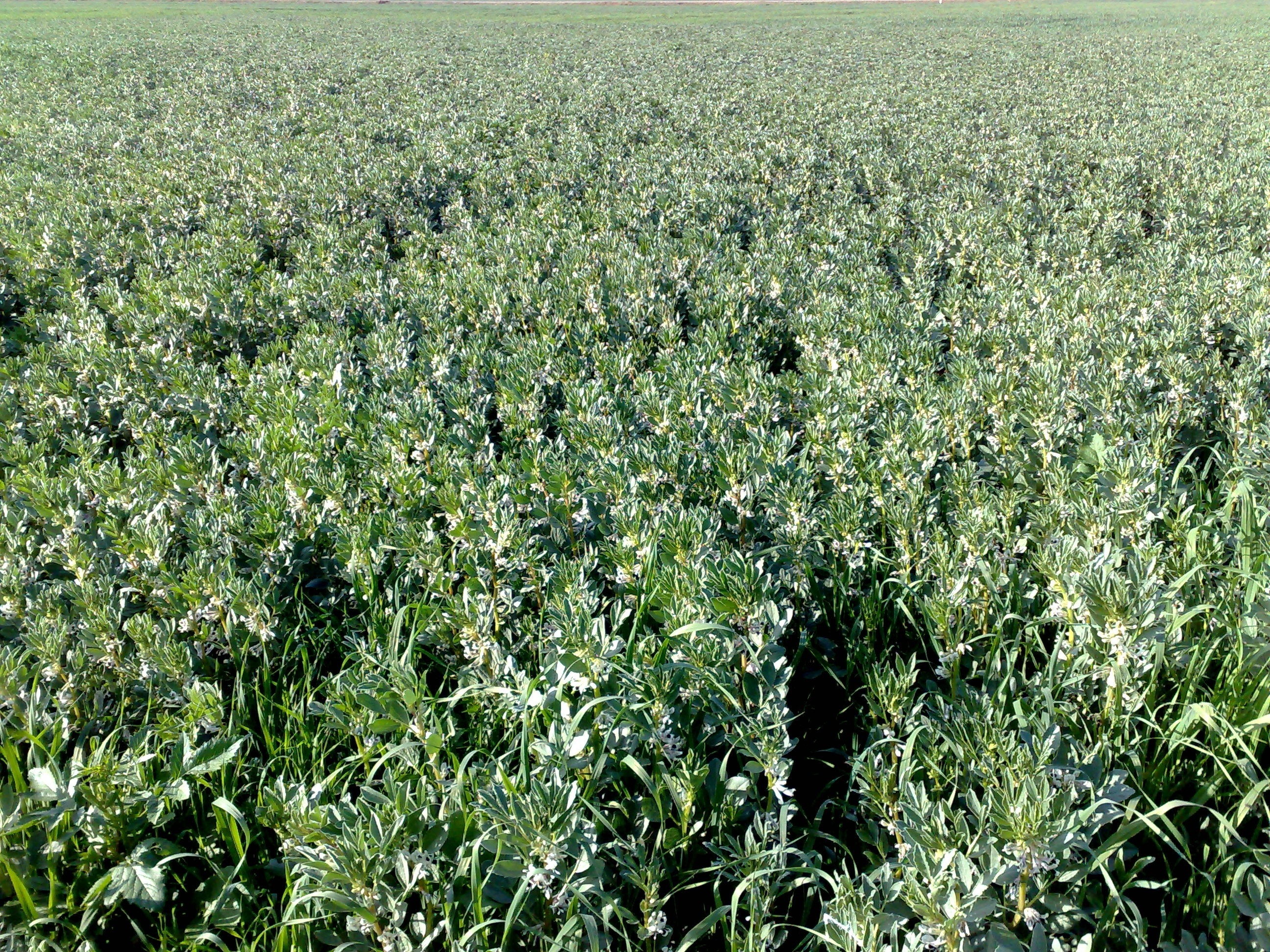
Champ de fèves
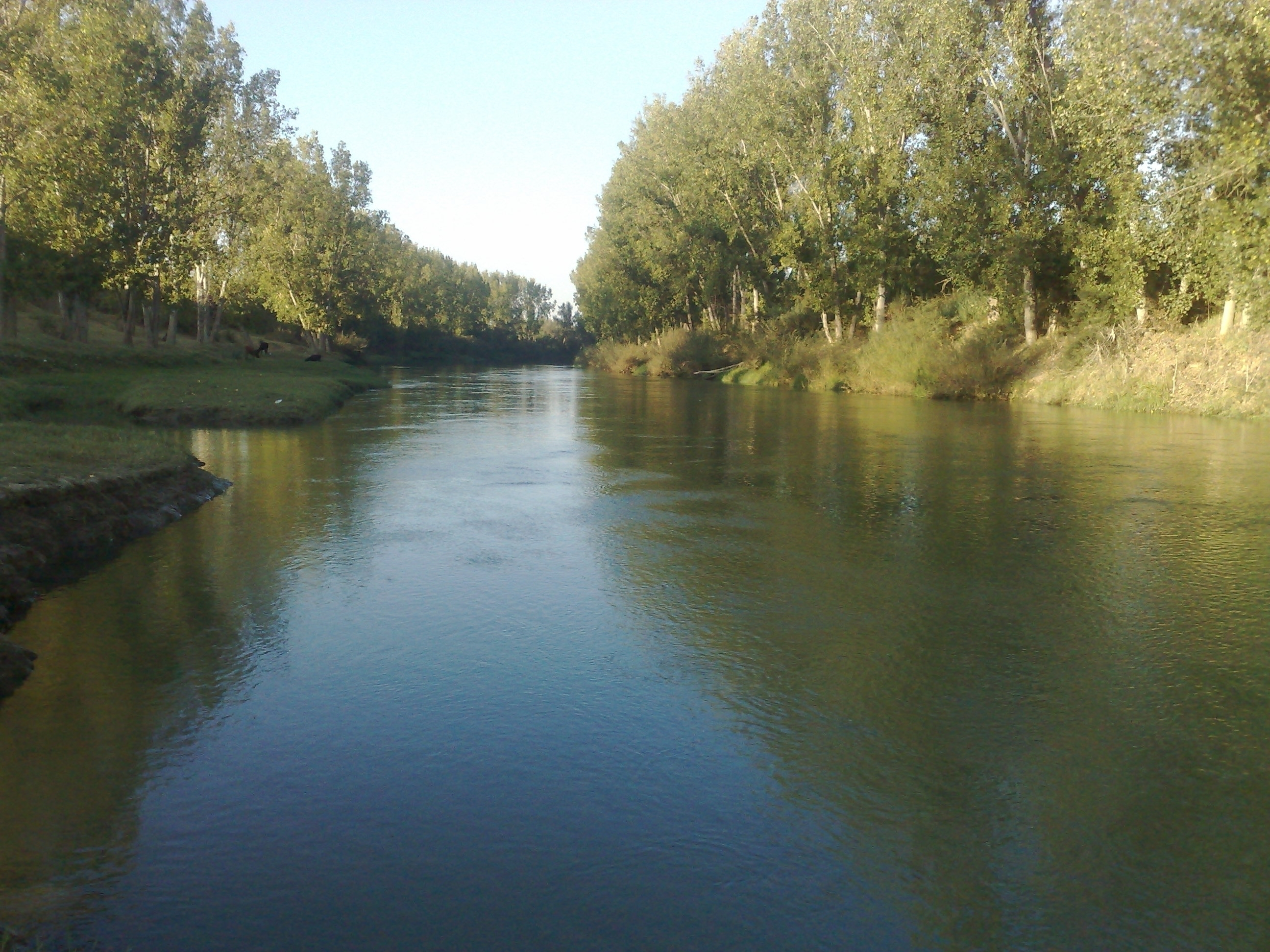
Le Loukkos à Ksar-el-Kebir
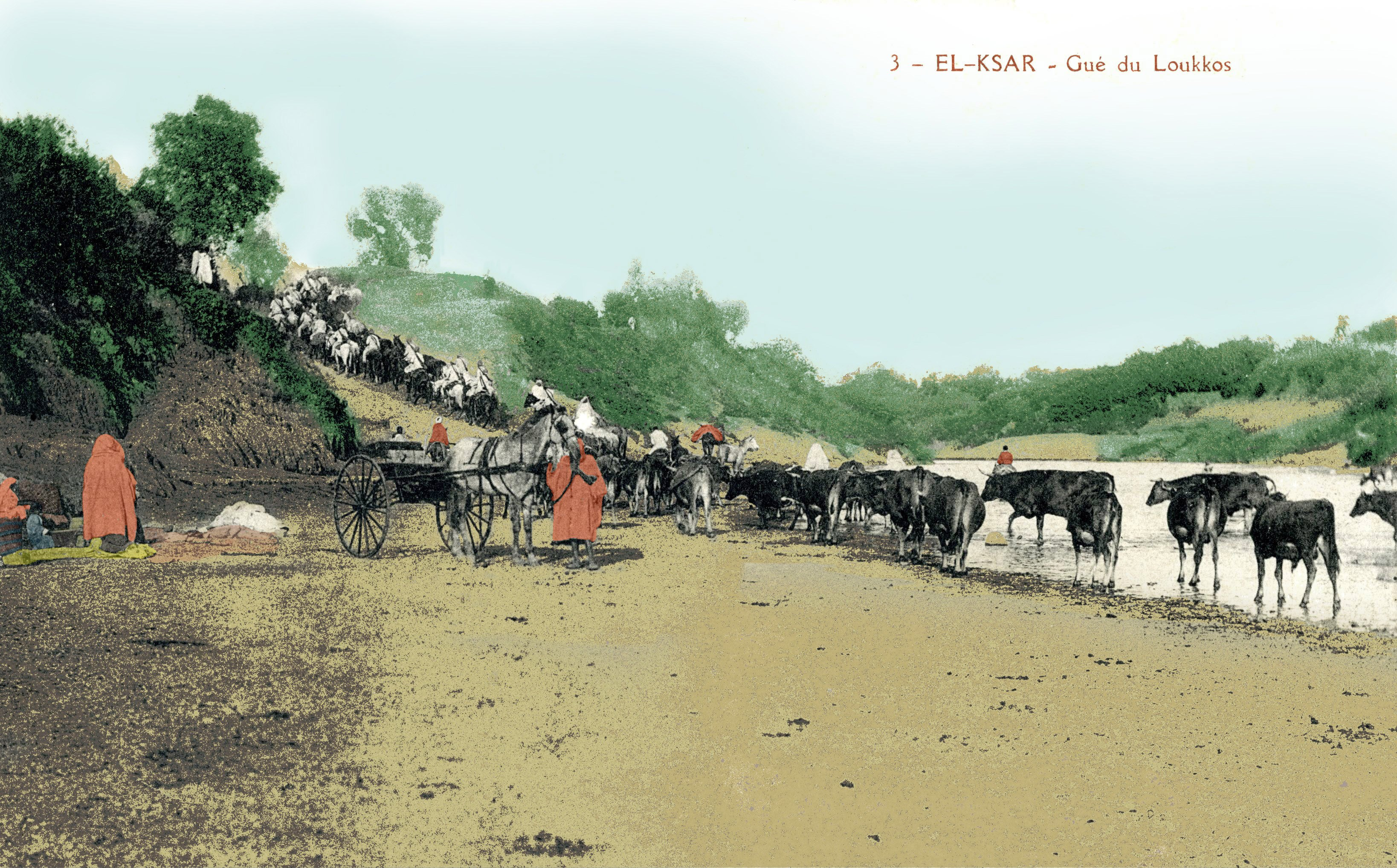
Gué du Loukkos